# Serëža (affluente della Kun'ja)
La Serëža (in russo Серёжа?) è un fiume della Russia europea nord-occidentale tributario di destra del fiume  Kun'ja . Scorre nel rajon Toropeckij dell'oblast' di Tver'. Appartiene al bacino del Mar Baltico.

## Descrizione
Scorre dal lago Nagov'e sul Rialto del Valdaj, l'altezza della sorgente è di 217,7 m sul livello del mare. Il fiume scorre dapprima in direzione occidentale, poi nord-occidentale. Nel corso superiore il letto del fiume è molto tortuoso e poco profondo, largo 10-15 metri. La velocità della corrente è molto alta. Ci sono molte rapide. Dopo il villaggio di Ploskoš', il fiume diventa più largo e profondo, anche se la velocità della corrente continua ad essere elevata. Sfocia nel Kun'ja a 33 km dalla foce, al confine con l'oblast' di Novgorod. Ha una lunghezza di 104 km; l'area del suo bacino è di 849 km².